# S/2004 S 4
S/2004 S 4 è la designazione provvisoria di un ipotetico satellite naturale irregolare del pianeta Saturno.

## Scoperta
Fu apparentemente individuato il 21 giugno 2004 all'interno dell'anello F di Saturno da parte di J. N. Spitale, che stava cercando di confermare l'orbita di un altro satellite provvisorio, S/2004 S 3, che era stato individuato solo 5 ore prima appena fuori dell'anello F. L'annuncio fu dato il 9 settembre 2004.
I successivi tentativi di riavvistarlo sono stati infruttuosi. Anche una sequenza di immagini, effettuata il 15 novembre 2004, che copriva un intero periodo orbitale con una risoluzione in grado di rilevare oggetti fino a 4 km di diametro, non riuscì a ritrovare il corpo celeste. Questo può indicare che si trattasse di un agglomerato provvisorio di materiale poi disgregatosi. Un'altra ipotesi proposta era che ci fosse una correlazione tra S/2004 S 3 e S/2004 S 4, ma la mancata rilevazione durante le osservazioni di novembre fanno ritenere che questa correlazione fosse solo ipotetica.
Un'ulteriore ipotesi proposta era che S/2004 S 3 e S/2004 S 4 fossero un solo oggetto, su un'orbita che periodicamente incrocia l'anello F. Un simile oggetto potrebbe teoricamente anche orbitare con un'inclinazione differente rispetto all'anello F, senza pertanto intersecare il materiale dell'anello. In tal caso potrebbe avere un diametro di 3–5 km.